# Edison (cràter)
Edison és un cràter d'impacte situat en la cara oculta de la Lluna. Es troba just darrere de l'extremitat nord-nord-est de la Lluna, una regió que de vegades es pot observar des de la Terra durant les libracions favorables. No obstant això, fins i tot en aquests moments no es poden apreciar els seus detalls, per la qual cosa la major part de les dades disponibles procedeixen de fotografies preses en òrbita des de naus espacials.

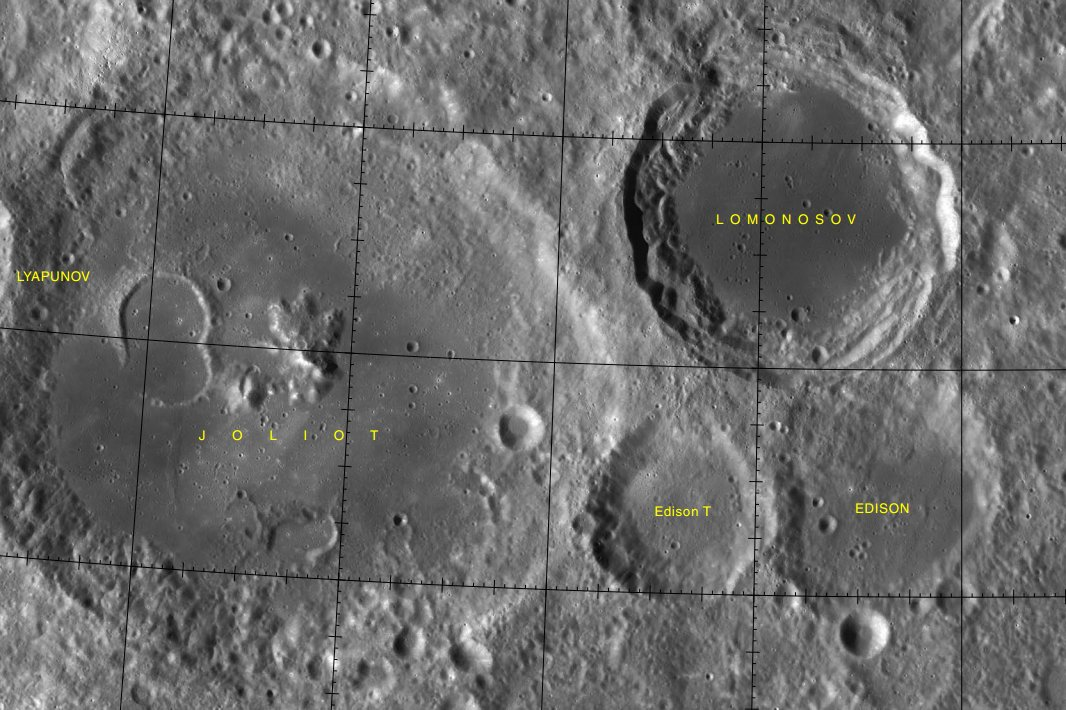
Localització d'Edison. Fotografia de la missió Lunar Reconnaissance Orbiter

El cràter Edison està unit a la vora exterior sud-est del cràter Lomonosov, a l'est de la plana emmurallada del cràter Joliot. El cràter satèl·lit Edison T així mateix està unit a la vora occidental d'Edison i a la vora est de Joliot. Al sud de Edison es troba el cràter Dziewulski, i cap a l'est apareix Artamonov.
La vora exterior d'Edison està una erosionada, amb dos petits cràters en el costat sud del brocal, i amb les rampes exteriors de Lomonosov envaint lleugerament el seu interior. La secció més intacta de la vora se situa en el costat oriental. El sòl interior és relativament pla, sobretot en la meitat sud, amb un petit cràter prop de la paret interior occidental. La plataforma interior mostra en la seva superfície taques fosques i ratlles de major albedo pertanyents al sistema de marques radials del cràter Giordano Bruno, situat cap al nord-nord-oest. No obstant això, el seu to no és tan fosc com el del sòl de Lomonosov.

## Cràters satèl·lit

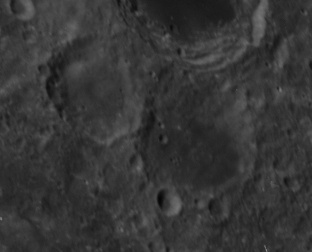
Fotografia de la missió Apol·lo 14

Per convenció aquests elements són identificats en els mapes lunars posant la lletra en el costat del punt central del cràter que està més prop de Edison.
|        | \| Edison \| Coordenades \| Diàmetre \| \| ------ \| ------------------------------------ \| -------- \| \| T \| 24° 42′ N, 97° 06′ E / 24.7°N,97.1°E \| 48 km \| |          |
| Edison | Coordenades | Diàmetre |
| T      | 24° 42′ N, 97° 06′ E / 24.7°N,97.1°E | 48 km    |